# Currie Cup 1904
La Currie Cup de 1904 fue la séptima edición del principal torneo de rugby provincial de Sudáfrica.
Se disputó en la ciudad de East London, entre siete seleccionados provinciales, resultando campeón el equipo de Western Province.

## Sistema de disputa
El torneo se disputó en formato liga donde cada equipo se enfrentó a los equipos restantes, obteniendo 2 puntos por victoria, 1 por empate y 0 por la derrota.

## Clasificación
| Pos. | Equipo                  | Encuentros | Encuentros | Encuentros | Encuentros | Tantos | Tantos | Tantos | Puntos |
| Pos. | Equipo                  | PJ         | PG         | PE         | PP         | F      | C      | Dif    | Puntos |
| ---- | ----------------------- | ---------- | ---------- | ---------- | ---------- | ------ | ------ | ------ | ------ |
| 1.º  | Western Province        | 6          | 6          | 0          | 0          | 119    | 14     | +105   | 12     |
| 2.º  | Griqualand West         | 6          | 5          | 0          | 1          | 68     | 25     | +43    | 10     |
| 3.º  | Transvaal               | 6          | 3          | 1          | 2          | 72     | 37     | +35    | 7      |
| 4.º  | Border                  | 6          | 3          | 1          | 2          | 62     | 25     | +37    | 7      |
| 5.º  | Eastern Province        | 6          | 2          | 0          | 4          | 38     | 77     | -39    | 4      |
| 6.º  | Orange River Colony     | 6          | 1          | 0          | 5          | 22     | 106    | -84    | 2      |
| 7.º  | North Eastern Districts | 6          | 0          | 0          | 6          | 14     | 111    | -97    | 0      |

## Campeón
| Campeón Western Province |
| Sexto título             |